# Alexandru Diaconescu
Alexandru Diaconescu (n. 4 septembrie 1996, România) este un antreprenor român, cunoscut pentru fondarea serviciului UrgențeOxigen, o inițiativă privată de livrare și închiriere a echipamentelor de oxigen la domiciliu. Diaconescu s-a remarcat în domeniul serviciilor medicale de urgență, dezvoltând un sistem de livrare 24/7 pentru pacienți cu afecțiuni respiratorii, disponibil la nivel național.

## Activitate profesională
În 2018, Alexandru Diaconescu a fondat UrgențeOxigen, inspirat de o experiență personală legată de accesul dificil la oxigenoterapie în afara unităților spitalicești. Compania a fost construită de la zero și oferă servicii de închiriere și livrare a echipamentelor respiratorii în regim de urgență, în întreaga țară.
Până în 2025, rețeaua operațională UrgențeOxigen includea peste 500 de echipamente, dintre care aproximativ 200 de concentratoare de oxigen și peste 400 de aparate CPAP și BiPAP. Compania funcționează non-stop și este singura structură de acest tip din România.
În același ecosistem de servicii medicale, Diaconescu a lansat și platforma online CPAPMed.ro, dedicată distribuției de echipamente pentru apnee în somn și alte afecțiuni respiratorii. Platforma oferă aparate CPAP/BiPAP, accesorii, servicii de consultanță și închiriere, adresându-se în special pacienților care au nevoie de soluții rapide și accesibile la domiciliu.
În 2021, Alexandru Diaconescu a înființat și SRTS (Serviciul Rapid de Transport Sânge), o inițiativă dedicată transportului în regim de urgență al sângelui între centrele de transfuzie și spitale. Proiectul a fost conceput pentru a reduce timpul de răspuns în situații medicale critice și a sprijini eficiența logistică a sistemului sanitar. Deși în prezent serviciul nu este operațional, SRTS rămâne o direcție de interes în zona de intervenție medicală și salvare de vieți prin infrastructură alternativă.

## Impact
Serviciile UrgențeOxigen sunt utilizate de pacienți cu boli pulmonare cronice, afecțiuni post-COVID, BPOC sau apnee în somn. Diaconescu și echipa sa asigură livrări rapide de echipamente medicale la domiciliu, contribuind semnificativ la îmbunătățirea calității vieții pacienților din România.

## Recunoaștere
Activitatea lui Alexandru Diaconescu a fost documentată în mai multe publicații naționale, inclusiv *Capital*, *Evenimentul Zilei*, *InfoFinanciar* și *Știri pe Surse*, fiind menționat pentru contribuția sa la îmbunătățirea accesului pacienților la terapii respiratorii la domiciliu. Platforma UrgențeOxigen, lansată în 2018, a fost descrisă ca o inițiativă care a redus timpul de livrare a echipamentelor medicale în cazuri critice, contribuind la susținerea pacienților cu afecțiuni respiratorii în regim de urgență.